# Thomas Fairfax (1er Lord Fairfax de Cameron)
Pour les articles homonymes, voir Thomas Fairfax et Fairfax.
Thomas Fairfax, 1er Lord Fairfax de Cameron (1560 - 1er mai 1640) est un noble anglais, soldat, diplomate et homme politique, son titre est dans la pairie d'Écosse.

## Biographie
Fairfax est le fils aîné de Thomas Fairfax de Denton, Yorkshire et Dorothy Gale, et est né à Bilbrough, près de York. Jeune homme, il fait son service militaire dans les Pays-Bas, où il commande une compagnie de fantassins sous Francis Vere. Avant et après la mort de Marie Stuart, il est employé par Elizabeth sur plusieurs communications diplomatiques avec Jacques VI d'Écosse. James lui offre un titre, qu'il refuse. En 1586, il offre ses services à James pour réprimer une rébellion sous Lord Maxwell ; et à la mort d'Elizabeth, il est, avec six de ses plus proches parents, l'un des premiers Anglais à se rendre en Écosse pour jurer fidélité au nouveau roi. Il sert en France sous Robert Devereux, comte d'Essex et est fait chevalier par lui à Rouen en 1591. Il siège également comme député de Lincoln en 1586, d'Aldborough en 1588 et du Yorkshire en 1601 et 1625.
Après l'accession de Jacques Ier au trône, il s'installe dans son domaine de Denton Hall près d'Ilkley. Il élève des chevaux et écrit sur l'équitation. À l'accession au trône de Charles Ier, Fairfax est à nouveau député du comté du Yorkshire au parlement de 1625. Il rédige une déclaration de ses services et, le 4 mai 1627, est créé Lord Fairfax de Cameron dans la pairie d'Écosse, par un paiement de 1 500 £.
Fairfax est décédé le 1er mai 1640. Il est enterré, aux côtés de sa femme, décédée en 1620, dans le transept sud de l'église de la Toussaint, à Otley, où un grand autel-tombeau, surmonté de leurs effigies, commémore encore leurs vertus. La légende est écrite par le poète Edward Fairfax, son demi-frère.

## Travaux
Fairfax est dit dans Analecta Fairfaxiana avoir écrit un certain nombre d'ouvrages : un discours, contenant 150 pages, intitulé « Dangers détournés, ou la route vers Heidelbergh » ; « Conjectures sur l'équitation » ; « La Malitia du Yorkshire » ; un tract sur la cavalerie du Yorkshire et contre les courses de chevaux ; « La Malitia de Durham » ; 'Ordres pour la Chambre', &c. Le dernier d'entre eux, l'Ordre pour le gouvernement de la maison de Denton, énonce en détail les devoirs de chaque serviteur de sa maison.

## Famille
En 1582, il épouse Ellen, fille de Robert Aske of Aughton, Yorkshire. En tant que membre du Conseil du Nord, il est mis en relation avec Edmund Sheffield, comte de Mulgrave, son président. Son fils aîné Ferdinando Fairfax, 2e Lord Fairfax de Cameron, épouse la fille de Sheffield, Mary, en 1607. En 1620, les fils cadets de Fairfax, William et John, sont avec l'armée anglaise aux Pays-Bas. Une lettre de William déclare que son «père aux cheveux blancs» est venu les rejoindre, a acheté des chevaux et des armes et a été reçu avec le respect dû à ses anciens services. En 1631, il apprend de leur général que ses deux fils ont été tués au siège de Frankenthal. Deux autres fils sont déclarés par Thoresby comme morts de mort violente la même année : Peregrine à La Rochelle et Thomas en Turquie. Henry Fairfax (quatrième fils) et Charles Fairfax sont d'autres fils.
Fairfax a deux filles : Dorothy, mariée à William Constable (en), et Anne, épouse de George Wentworth de Woolley.